# 10700 Juanangelviera
10700 Juanangelviera este o planetă minoră (asteroid), cu un diametru de 3,331 km, din centura de asteroizi. A fost descoperită pe 2 martie 1981 la Observatorul Siding Spring de Schelte J. Bus. 
Obiectul prezintă o orbită caracterizată de o semiaxă mare de 2,6616636 UAi, o excentricitate de 0,2, o înclinație de 5,18904 ° în raport cu ecliptica.